# Novo Selo Koreničko
Novo Selo Koreničko falu Horvátországban Lika-Zengg megyében. Közigazgatásilag Plitvička Jezerához tartozik.

## Fekvése
Otocsántól légvonalban 38 km-re, közúton 63 km-re keletre, községközpontjától Korenicától légvonalban 14 km-re közúton 21 km-re északra, az 1-es számú főúttól keletre a Plitvicei Nemzeti Park keleti szélén, a bosnyák határ mellett fekszik.

## Története
A falu csak 1948-óta számít önálló településnek, azelőtt a szomszédos Željavához tartozott. 1991-ben a független Horvátország része lett, de szerb lakossága még az évben Krajinai Szerb Köztársasághoz csatlakozott. Ekkor lakosságának háromnegyede szerb, egynegyede horvát nemzetiségű volt. A horvát hadsereg 1995. augusztus 6-án a Vihar hadművelet keretében foglalta vissza a község területét. Szerb lakói nagyrészt elmenekültek. A falunak 2011-ben 11 lakosa volt.

## Lakosság
| Lakosság változása | Lakosság változása | Lakosság változása | Lakosság változása | Lakosság változása | Lakosság változása | Lakosság változása | Lakosság változása | Lakosság változása | Lakosság változása | Lakosság változása | Lakosság változása | Lakosság változása | Lakosság változása | Lakosság változása | Lakosság változása |
| ------------------ | ------------------ | ------------------ | ------------------ | ------------------ | ------------------ | ------------------ | ------------------ | ------------------ | ------------------ | ------------------ | ------------------ | ------------------ | ------------------ | ------------------ | ------------------ |
| 1857               | 1869               | 1880               | 1890               | 1900               | 1910               | 1921               | 1931               | 1948               | 1953               | 1961               | 1971               | 1981               | 1991               | 2001               | 2011               |
| 0                  | 0                  | 0                  | 0                  | 0                  | 0                  | 0                  | 0                  | 131                | 143                | 114                | 128                | 89                 | 78                 | 38                 | 11                 |